# George Housman Thomas

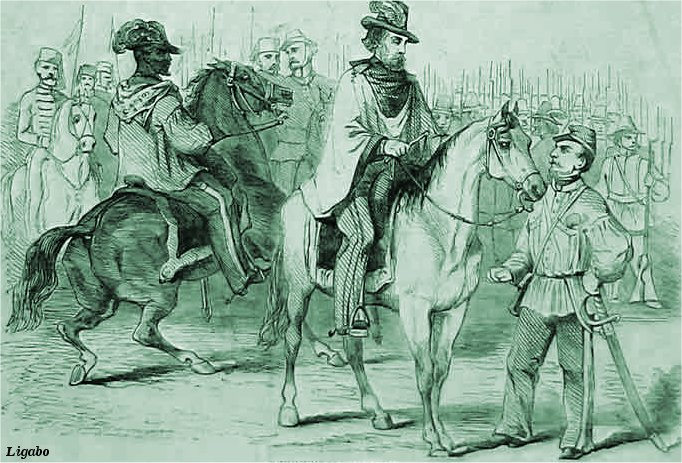
Garibaldi, l'attendente Andrea Aguyar e Nino Bixio (appiedato), durante la difesa della Repubblica Romana. Illustrated London News del 21 luglio 1849, da cui sarebbe stato poi tratto un quadro e una xilografia.

George Housman Thomas (Londra, 7 dicembre 1824 – Boulogne-sur-Mer, 21 luglio 1868) è stato un pittore, incisore e illustratore inglese di epoca vittoriana, attivo già dai primi anni quaranta dell'Ottocento in Francia, America, Italia e Inghilterra.

## Biografia

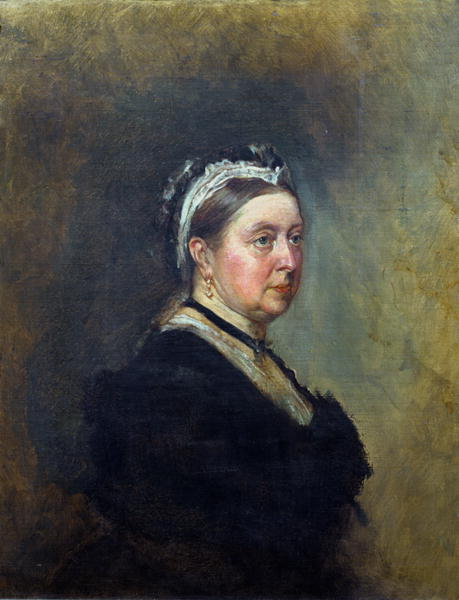
Ritratto della Regina Vittoria

George Housman Thomas nacque a Londra, secondo di cinque figli, da William Thomas e Alicia Hayes, entrambi della parrocchia di St James Clerkenwell, la stessa in cui i due avevano contratto matrimonio il 22 novembre 1819. Il padre, agente marittimo, lo lasciò orfano a dieci anni. Nel giro di un anno Thomas perse anche sua madre e fu per questo affidato alla nonna paterna Elizabeth Randall.
George H. Thomas studiò dapprima a Trowbridge, presso Bath, quindi iniziò giovanissimo il suo apprendistato presso la bottega londinese del celebre xilografo George Wilmot Bonner (1796–1836). Ben presto però si diede alla professione in proprio.

### Stati Uniti
Inizialmente fu a Parigi, dove lavorò dapprima come incisore e poi come disegnatore su legno, dando contemporaneamente inizio alla sua attività di illustratore.
La sua attività attirò l'interesse di alcuni americani, che lo ingaggiarono come illustratore di un giornale di New York, città nella quale egli si trasferì nel 1846. Vi rimase circa due anni, durante i quali ottenne anche, dal governo americano, la commissione di disegnare le banconote statunitensi.
Le cattive condizioni di salute lo costrinsero a lasciare gli Stati Uniti e a far ritorno in Europa. Fu di nuovo in Inghilterra, dove trovò impiego come uno dei principali illustratori della rivista Illustrated London News.

### Parentesi italiana

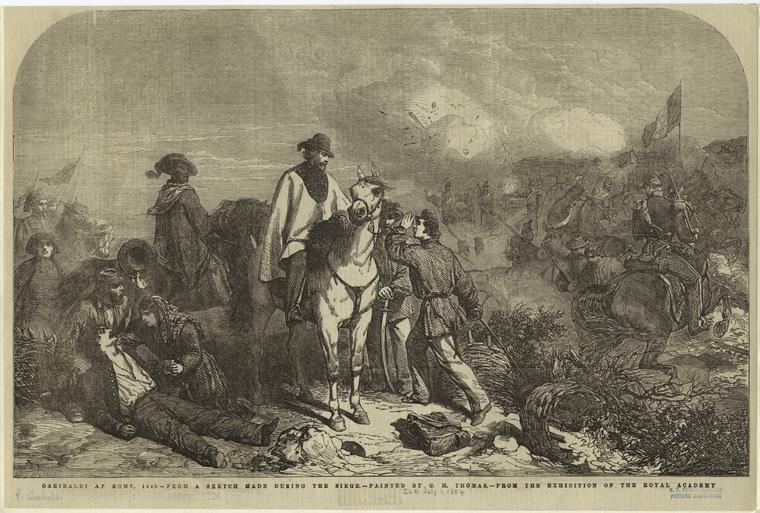
Garibaldi, Nino Bixio e Aguyar, xilografia di William Luson Thomas tratta dallo stesso soggetto del 1849

Nel 1848 fu in visita in Italia, anche con lo scopo di completare la sua formazione artistica. Thomas si trattenne in Italia per due anni, durante i quali fu anche a Roma, nel frangente storico dell'assedio francese alla Repubblica Romana, di cui fu diretto testimone. Questa coincidenza gli diede modo di realizzare molti vividi disegni dei principali avvenimenti di quella stagione storica, che Thomas inviò in Inghilterra per la loro pubblicazione sulla Illustrated London News. Tra i soggetti dei suoi disegni vi fu anche Giuseppe Garibaldi, del quale realizzerà in seguito un dipinto.

### Ritorno in Inghilterra
Ritornato in Inghilterra, sposò Ellen Pass, in un matrimonio celebrato il 15 aprile 1850 nella St Pancras Old Church in Central London. Ellen Pass era di una famiglia di origini ugonotte, proveniente dalla Bretagna, ma stabilitasi in Inghilterra già da due o tre generazioni. Dalla loro unione nasceranno ben undici figli, due dei quali, però, morirono in tenerissima età.
Intorno al 1850, Thomas produsse una serie di notevoli xilografie per La capanna dello zio Tom di Harriet Beecher Stowe, che costituiscono il suo capolavoro nel genere illudi libri. Nella delineazione che egli compì, con leggerezza di tocco ed estremo realismo, dei caratteri del romanzo - come Zio Tom, Topsy, e altri - e i dettagli della vita degli schiavi d'America, il disegnatore poté sicuramente giovarsi della sua permanenza negli Stati Uniti.
Illustrò inoltre una nutrita serie di altri libri, tra cui The song of Hiawatha di Longfellow, The Book of Martyrs di John Foxe e Last Chronicle of Barset di Anthony Trollope.
Nel 1851 espose la sua prima opera, St. Anthony's Day at Rome, alla British Institution. Nel 1854 espose alla Royal Academy of Arts il dipinto Garibaldi at Rome, tratto dagli schizzi fatti nel 1849, che raccolse un notevole interesse. Il suo dipinto successivo fu Ball at the Camp, Boulogne, del 1856, acquistata da Mr. Lucas, il privato che l'aveva commissionata.

#### Patrocinio della Regina Vittoria

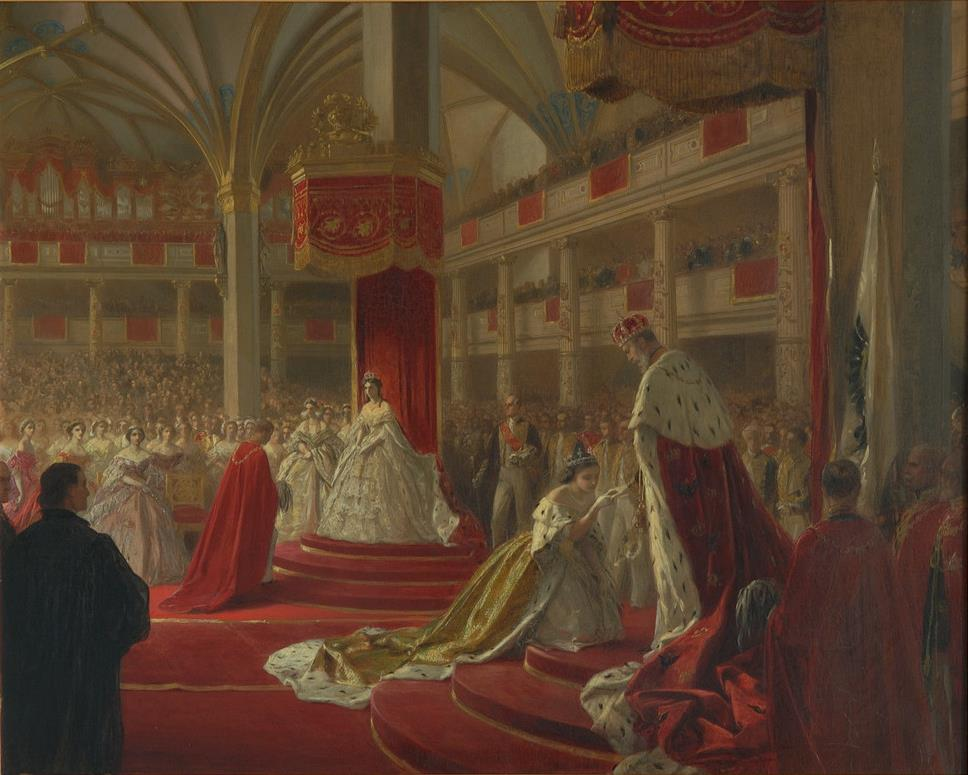
L'omaggio della Principessa Reale Vittoria a Guglielmo I, nella cerimonia di incoronazione a re di Prussia, il 18 ottobre 1861

L'interesse suscitato dalle sue opere gli guadagnò il patrocinio della Regina Vittoria, su cui commissione realizzò una serie di pitture, tutte esposte alla Royal Academy (gli anni tra parentesi si riferiscono all'anno dell'esposizione) : Distribution of Crimean Medals, 18 May 1855 (1858); Review in the Champ de Mars in Honour of Queen Victoria (1859); Parade at Potsdam, 17 August 1858 (1860); Marriage of the Prince and Princess of Wales.
Il 18 ottobre 1861, Thomas era in Germania con sua moglie, al séguito della Principessa Reale Vittoria di Sassonia-Coburgo-Gotha, inviata a rendere omaggio alla cerimonia dell'incoronazione a re di Prussia di Guglielmo I, futuro Imperatore di Germania. Da quell'evento Thomas avrebbe poi tratto ispirazione per Homage of the Princess Royal at the Coronation of the King of Prussia, un dipinto a olio su tela commissionatogli dalla regina. In occasione del suo viaggio, la moglie Ellen tenne un diario di viaggio, rimasto ancora inedito, ora di proprietà degli eredi australiani della discendenza di George Harrison, il quarto dei loro figli.
Sotto il patrocinio regale dipinse ancora Marriage of the Princess Alice (1863); The Queen and Prince Consort at Aldershot, 1859 (1866); The Children of Princess Alice (1866); The Queen investing the Sultan of Turkey with the Order of the Gartner (1868), dipinto da uno schizzo della talentuosa principessa Louise, molto versata nel disegno.

#### Altri lavori
Thomas eseguì anche lavori su commissioni provenienti da privati. Delle sue altre mostre, tutte di soggetto domestico o militare, l'opera Rotten Row (1862), esibita alla British Academy pochi anni prima di morire, fu la più degna di nota e per la natura del soggetto raffigurato, e forse anche la più popolare tra tutte le sue opere.
Nel 1868, poco prima della prematura morte, in occasione della Summer Exhibition organizzata dalla Royal Academy of Arts, furono esposti i suoi ultimi lavori, Apple-blossom e Masterlessl.
I suoi dipinti erano brillanti e animati e gli procurarono una notevole popolarità, ma non avevano le più alte qualità dell'arte.

### Gli ultimi anni e la morte
La sua carriera fu gravemente condizionata dai suoi problemi di salute e, in particolare, da una caduta da cavallo, nella quale subì una commozione cerebrale, dai cui effetti si sarebbe mai ripreso completamente e che, probabilmente, contribuì ad accorciare la sua vita.
Thomas abitò nei borghi londinesi di Kingston e Surbiton fino a che, nel tempo, i persistenti problemi di salute non lo convinsero a trasferirsi in Francia, a Boulogne-sur-Mer, dove però morì poco dopo, il 21 luglio 1868.
Dopo la sua morte, nel giugno 1869 si tenne a Bond Street una mostra di una scelta di suoi lavori. I suoi disegni e studi furono battuti all'asta da Christie's nel luglio 1872.

### Discendenza
Thomas lasciò la moglie Ellen Pass (1830-1915), sposata nell'aprile 1850, dalla quale aveva avuto ben undici figli, due dei quali morirono durante l'infanzia: Laura Ellen (n. 1851), Edith May (n. 1852), Alma Victoria (n. 1854-m. 1854), George Harrison (detto Tim, nato nel 1856 ed emigrato in Australia), Lewis Webster (n. 1857 - m. 1858), Alicia Rachel (n. 1859), Mary Elizabeth (n. 1861), Isabel Agnes (n. 1861), Ellen Ethel (n. 1862) Louise Annie (n. 1866) e l'ultimogenito William Murray (nato il 24 marzo 1868, poco prima della morte del padre).

## Illustrazioni
George Housman Thomas fu illustratore di numerosi volumi a stampa, tra i quali il già menzionato La capanna dello zio Tom.
- Henry Wadsworth Longfellow, The song of Hiawatha, W. Kent, 1860
- Myles Birkett Foster, Household Song. Collection of lyrical pieces. With illustrations by B. Foster, G. H. Thomas, S. Palmer, etc., 1861
- Gilbert Percy, Piccalilli: a mixture, (illustrazioni di George Housman Thomas e Thomas R. Macquoid), Londra, Sampson Low Son & Co., 1862
- Anthony Trollope, The last chronicle of Barset, Smith Elder, 1867
- Thomas Moore, Lalla Rookh: an oriental romance, George Routledge and Sons, 1868
- The Life and Adventures of Dr. Livingston: in the interior of South Africa... Illustrated with portrait, map, and sixty engravings, etc., Henry Gardiner Adams, William Harvey, F. G. Sargent, George Houseman Thomas, J. Blackwood & Co., 1868
- Thomas Campbell, The Pleasures of Hope: With Other Poems, illustrato da Myles Birkett Foster, George Thomas e Harrison Weir, Sampson Low and Sons, Londra, 1855

### Fonti iconografiche
- George Housman Thomas, The Royal Collection
- "Thomas, George Houseman" alla NAL-National Art Library
- "George Housman Thomas" su Bridgeman Art Library